# Евтич, Александар
Але́ксандар Е́втич (серб. Александар Јевтић / Aleksandar Jevtić; 30 марта 1985, Шабац, СФРЮ) — сербский футболист, игравший на позиции нападающего.

## Карьера

### Клубная
Евтич прошёл школу «красно-белых» белградцев, затем перебирался в менее известные клубы. Играл за «Балкан» из Буковицы, две команды из Смедерево (одноимённый клуб и команду «Железничар»), «Мачву», «Борац» из Чачака, столичный ОФК и даже турецкий «Генчербирлиги». С 2009 по 2011 год выступал за «Црвену Звезду», затем перешёл в команду, представляющую китайскую Суперлигу «Цзянсу Сайнти». В 2014 году перешёл в другой китайский клуб «Ляонин Хувин». С августа по декабрь 2015 года являлся игроком белорусского футбольного клуба БАТЭ (Борисов), в составе которого провел 8 матчей в чемпионате и Кубке страны и забил 2 мяча.

### В сборной
Единственную игру за сборную Сербии провёл 14 декабря 2008 года против Польши (0:1).